# Doors (juego)
Doors es un videojuego de terror y supervivencia en primera persona. El juego fue desarrollado y creado por LSPLASH y RediblesQW, el 10 de agosto del 2022 en la plataforma Roblox. Doors fue desarrollado desde el 13 de marzo del 2021, y finalmente fue publicado el 10 de agosto del 2022. Además, también fue uno de los juegos más populares dentro de la plataforma, pues la mayoría de streamers jugaban Doors.

## Sistema del videojuego
El jugador tiene que avanzar puertas escapando y sobreviviendo, siempre y cuando se tenga cuidado y aprendiendo las mecánicas de sobrevivir a las entidades que estarán apareciendo a lo largo de la partida, ya que algunas sí son peligrosas que pueden matar instantáneamente. Existen 5 modos actualmente, «The Hotel», «The Rooms», «The Mines», «The Backdoors» y «The Outdoors».  El jugador también debe conseguir objetos para derrotar a las entidades que te irán saliendo en el camino.  El videojuego tiene 100 puertas en el hotel.  Exactamente en la puerta 52, saldrá un tipo de ventas llamado "Tienda de Jeff", ahí podrás comprar objetos para derrotar a los enemigos.

## Entidades
En Doors, habrán entidades que intentarán matarte, uno de ellos son: Rush, Ambush, Screech, entre más entidades, las entidades son tus enemigos, tienes que estar atento a su sonido para evitar que te atrapen, ellos son rápidos así que debes estar cerca de un armario en caso de que te vaya a atrapar. 